# Villaturde
Villaturde és un municipi de la província de Palència a la comunitat autònoma de Castella i Lleó (Espanya). Inclou les pedanies de Villacuende, Villanueva de los Nabos i Villotilla.

## Demografia
| 1991 | 1996 | 2001 | 2004 |
| ---- | ---- | ---- | ---- |
| 313  | 218  | 236  | 225  |